# Сиракузско-карфагенский мирный договор (405 год до н. э.)
Сиракузско-карфагенский мирный договор — заключённый в 405 году до н. э. мирный договор между Сиракузами и Карфагеном.
В ходе сицилийской кампании 406—405 годов до н. э. карфагеняне под предводительством полководца Гимилькона смогли достигнуть значительных военных успехов. Только начавшиеся в пунийской армии болезни, унёсшие жизни более половины солдат, заставили Гимилькона снять осаду с Сиракуз, оборону которых с переменным успехом возглавлял Дионисий Старший. Утомлённые стороны согласились на подписание мира.
Согласно условиям заключенного мирного договора, за карфагенянами кроме старых финикийских колоний закреплялись Элимия и Сикания, расположенные в западной и центральной части Сицилии. Жители греческих городов Селинунта, Акраганта, Гимеры, Гелы и Камарины не должны были возводить укреплений и обязывались выплачивать пунийцам дань. Леонтины и Мессена, а также все сикулы оставались «жить по своим собственным законам», а Сиракузы продолжали пребывать под властью Дионисия.
Также стороны обменялись военнопленными и захваченными друг у друга кораблями.
После заключения договора карфагеняне незамедлительно отбыли в Ливию, что привело к распространению эпидемии на африканские земли.